# Escopiré sobre les vostres tombes
Escopiré sobre les vostres tombes (títol original en francès J'irai cracher sur vos tombes) és una novel·la policíaca escrita per Boris Vian, publicada sota el pseudònim de Vernon Sullivan i publicada per primera vegada el 1946 a França. La novel·la, com les altres de Vian sota el pseudònim de Sullivan, es desenvolupa al sud dels Estats Units i evidencia les dificultats en la vida quotidiana de la comunitat afroamericana en una societat on predominen clarament els blancs.

## Sinopsi
Lee Anderson és un afroamericà de pell gairebé blanca que arriba a un poble on els joves estan assedegats d'alcohol i de sexe. Treballant com a venedor en una llibreria, Lee amaga un secret: l'única raó per la qual està allí és per venjar la mort del seu germà, que va morir linxat i penjat per haver-se enamorat d'una dona blanca al seu poble natal.

## Estil
Quant al seu estil, aquesta obra és la més violenta de les escrites per Boris Vian, la més crua i la més representativa de la sèrie de «Sullivan», en la qual Vian es va proposar denunciar el racisme i les condicions precàries dels negres en els estats meridionals dels Estats Units.

## Recepció
Poc després de la seva aparició, el 1949, el llibre va ser prohibit per considerar-se pornogràfic i immoral, i Vian va ser condemnat per «ultratge a la moral i els bons costums».
En una ressenya al diari The Guardian de 2001, Chris Petit va dir que era "oníricament convincent", afegint: "Una inspiració principal hauria estat la multitud de pel·lícules de Hollywood que es van estrenar a París després de l'alliberament, identificades pels francesos com a films noirs. Escopiré sobre les vostres tombes és noir pur, però també és una obra d'imaginació alliberada després de quatre anys d'ocupació nazi: descarada, abandonada, febril i lasciva. Una fusió del primer pulp estatunidenc i del sado-erotisme francès".
Adaptacions
Se'n van fer dues adaptacions, amb el mateix títol:
- Al teatre: obra escenificada per Alfred Pasquali i representada per primera vegada al Théâtre Verlaine el 23 d'abril de 1948.[4]
- Al cinema: pel·lícula de Michel Gast, de 1959.[5] Vian desaprovà totalment l'adaptació de la seva novel·la i resultà mort d'un atac de cor que va patir al cinema durant la primera projecció de la pel·lícula.[6]